# 佐々木周太郎
佐々木周太郎（ささき しゅうたろう、1952年10月1日 - ）は、福岡県出身（佐賀県育ち）の男性シンガー。東京都在住。
ムード歌謡独特の「魅惑の歌声」で関東を中心に各地でイベント出演、ライブ活動をしている。敏いとうをリーダーとする歌謡グループ、“敏いとうとハッピー&ブルー”の元ボーカルでもある。

## プロフィール
- 幼い頃より、歌や芝居に興味を抱く。
- 中学時代の文化祭では「荒城の月」「絶唱」を独唱し喝采を浴びる。
- 高校卒業後、東京の建築会社に入社。2年ほど勤務した後、21歳の時に「敏いとうとハッピー&ブルー」にスカウトされる。
- 1974年3月、敏いとうとハッピー&ブルーのボーカルとして『わたし祈ってます』でデビューする。
- 1978年10月、テナーサックスの平晃忠に師事し“グレートスペシャル”のボーカルとして活躍。
- 1980年12月、5人編成によるムードコーラスグループ“佐々木周太郎とクールハンター”を結成。
- 1986年3月、ポリドールレコードより『麻布あたりで』『だから…泣かない』を発表。
- 1990年3月、ソロ活動開始。
- 1991年5月、キングレコードより『わかっているの』『悲しみは風の中に』を発表。

## ディスコグラフィー

### シングル
- 2013年1月、COOLWIND LABELより芸能生活40周年記念盤シングル『おもいびと』『TO★RI★CO』を発表。
- ソロシングル、『わかっているの』『悲しみは風の中に』

## 出演番組
- 日本テレビ『歌のベストテン』
- TBS『ドリフの大集合』
- フジテレビ『夜のヒットステージ』『境正章&井上順時代を飾ったあの名曲たち』
- テレビ朝日『帰ってきた昭和の名曲』『徳光&コロッケ名曲の時間です』
- テレビ東京『徳光和夫の歌謡スペシャル』『長山洋子演歌一直線』『演歌祭り』

## 公式ホームページ
http://sasakishutaro.com/